# ジャンヌ・ドゥ・レストナック
ジャンヌ・ドゥ・レストナック（フランス語: Jeanne de Lestonnac, 1556年12月27日 - 1640年2月2日）はローマ・カトリック教会の聖人。聖マリア修道女会の創設者。ジャンヌの設立した修道会は教育事業に貢献した最初の女子修道会とされる。記念日は5月15日。

## 生涯
1556年、ボルドーにてボルドー市議会参議官でリシャール・ドゥ・レストナックと母ジャンヌ・ディケム・ドゥ・モンテーニュの間に生まれる。父はカトリック、母はユグノー派であり、父母の間で宗教的な分断があったが、父によりカトリック教徒として育てられた。
1568年頃にイエズス会士がボルドー市に入るとジャンヌは説教を聴きに出かけるようになり、修道生活へ関心を示すようになった。
1573年、ユグノー派との争いや、ユグノー派に入るよう圧力を強める母方から身を交わすため、父の勧めにより17歳でガストン・ド・モンテフェランと結婚した。ガストンとの間に7人の子を儲け、うち2人は後に修道女となっている。1597年にガストンが亡くなり、幸福な結婚生活は終焉を迎えた。
1603年、家族の反対を押し切り、47歳でトゥールーズにあるシトー会修道院にて修道生活を始めるも、厳しい生活から健康を害し修道院長から退会を告げられることとなった。この時、新しい修道会の設立を召命されたとされる。その後、2年間隠遁生活を送り、献身的に流行病患者の介護を行った。教育を受けた自らの少年たちのように、少女たちへ教育を行う熱心な女性集団の必要性を見たイエズス会士であるジャン・デ・ボルドーの影響などを受けたことにより、新しい様式の女子修道会設立の準備を始めた。女子修道会の設立はパウロ5世に認可され、1607年4月7日、聖マリア修道女会が設立された。
1640年2月2日、83歳で老衰により死去。死後、ジャンヌの墓標ではいくつかの種類の奇跡が報告された。ジャンヌの設立した女子修道院は17か国に渡り、修道女は2500人に上る。

## 列聖
1900年にレオ8世により列福、1949年5月15日にピオ12世により列聖した。